# Гана (Опольское воеводство)

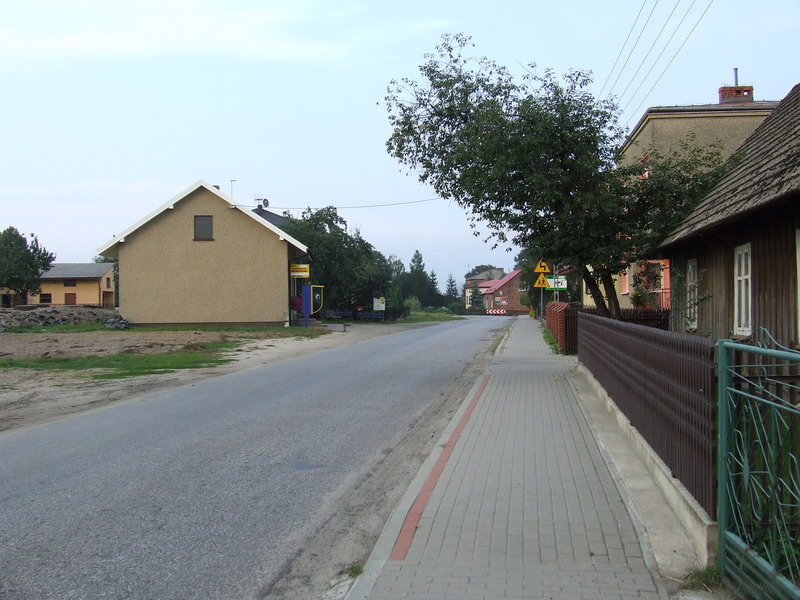
Вид села

Га́на (пол. Gana) — село в Польше в гмине Прашка Олесненского повета Опольского воеводства.

## География
Село находится в 7 км от административного центра гмины города Прашка, 24 км от административного центра повета города Олесно и 62 км от центра воеводства Ополе.

## История
Первые сведения о селе относятся к документу 1357 года, в котором Гана упоминается как собственность гнезненского архиепископа. C 1552 года село входило в приход седа Ковале.
В 1828 году в Гане было 28 домов и в селе проживало 202 жителей. В XIX веке в административных границах Ганы находилась деревня Длуге.
С 1957 по 1975 год Гана административно входила в Лодзинское воеводство. В 1975—1998 годах село входило в Ченстоховское воеводство.

## Известные жители и уроженцы
- Кой, Александр (род. 1935) — польский учёный, многолетний ректор Ягеллонского университета, биохимик и молекулярный биолог.